# Offenbach-Bürgel
Bürgel ist ein Stadtteil der südhessischen Großstadt Offenbach am Main und liegt im Mainbogen direkt am Main. In diesem Stadtteil lebten im Dezember 2022 etwa 10.300 Menschen.
Mit Rumpenheim und Bieber gehört Bürgel zu den drei ehemals selbständigen Orten, die heute Stadtteile von Offenbach am Main sind.

## Geographie

### Lage

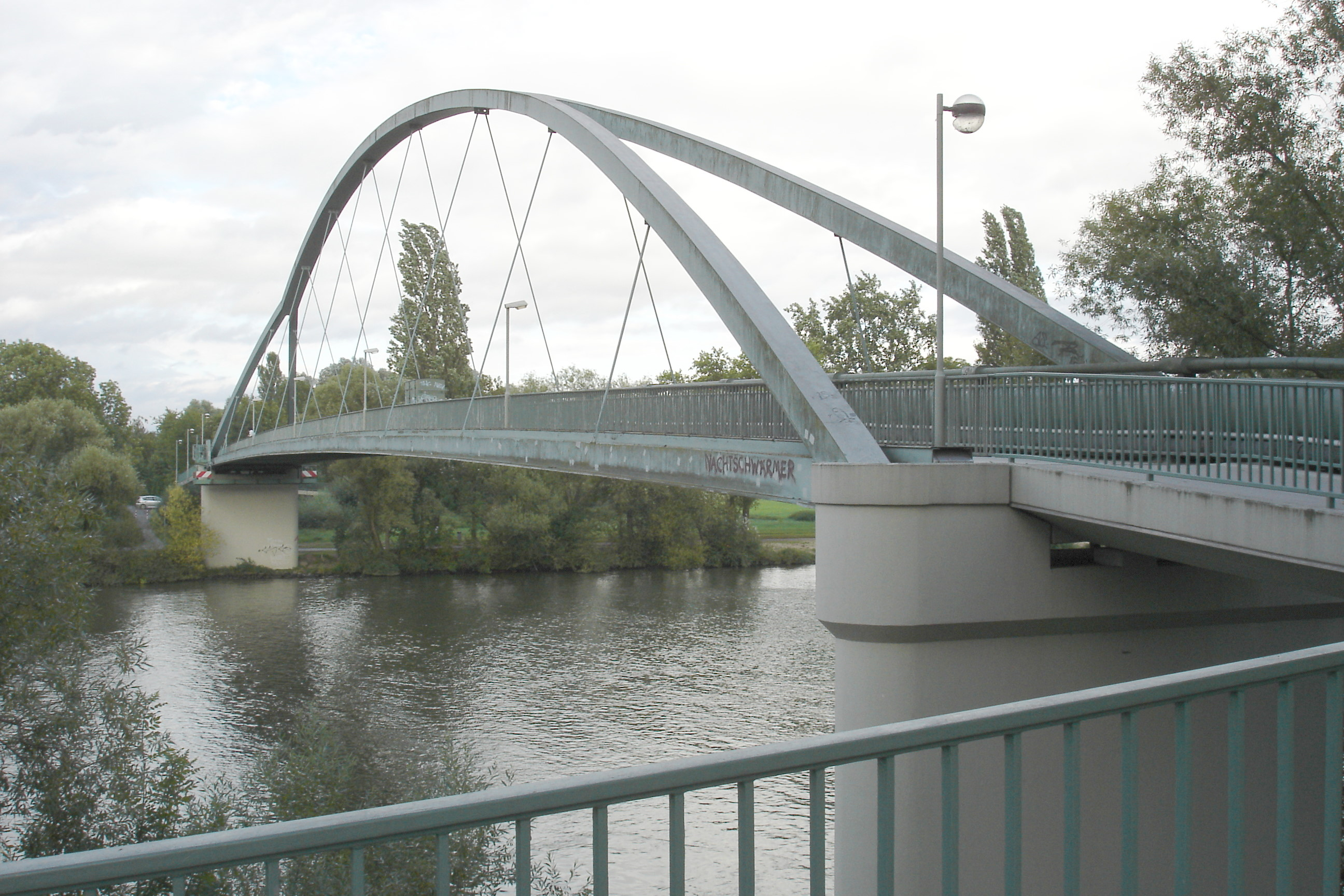
Arthur-von-Weinberg-Steg

Nördlich von Bürgel liegt mit Rumpenheim ein weiterer Offenbacher Stadtteil. Der zwischen beiden Orten gelegene Schultheis-Weiher ⊙ war im Sommer ein beliebter Badesee. Auf der anderen Mainseite im Westen liegt Frankfurt-Fechenheim. Im Westen und Süden ist Bürgel von Offenbacher Wohngebieten, teilweise auf Bürgeler Gemarkung, umschlossen. Im Norden, Richtung Rumpenheim, besteht mit der Hans-Böckler-Siedlung ein weiterer, kleiner Ortsteil. Der 1981 fertiggestellte Arthur-von-Weinberg-Steg verbindet Bürgel mit Frankfurt-Fechenheim. Die Hessischen Apfelwein- und Obstwiesenroute führt durch Bürgel.
In den vergangenen Jahrzehnten hat sich die Siedlungsfläche stark vor allem nach Norden hin zum benachbarten Stadtteil Rumpenheim vergrößert. 2004 begann die Umlegung des Neubaugebietes „Bürgel-Ost“ und der „Mainzer Ring“ ist als Umgehungsstraße ausgebaut worden. Der Plan sieht dabei eine Bebauungsfläche von 183.000 m² vor.

### Naturschutzgebiet Schultheis-Weiher
Der Schultheis-Weiher wurde Ende der 1970er Jahre von der Firma Cassella an den Umlandverband Frankfurt übergeben. Das Gebiet wurde in der zeitlichen Folge in ein Naturschutzgebiet und Freizeitareal umgewidmet. Die nordöstliche Seehälfte ist als Naturschutzgebiet eingestuft, der restliche Teil kann von Badegästen, Modellbootfahrern und Anglern genutzt werden.
Eine Reihe seltener Vogelarten kann hier beobachtet werden. So sind zum Beispiel Haubentaucher, Graureiher, Kormorane und Zwergtaucher anzutreffen. Auch Seetaucher sind beobachtet worden. Der Eisvogel ist jährlicher Wintergast.

## Geschichte
Zahlreiche Funde aus keltischer Zeit lassen auf eine lange Besiedlungszeit des heutigen Ortes schon vor den Römern schließen, auch der Ortsname ist keltischen Ursprungs. So setzt der Heimatforscher Karl Nahrgang auch die Entstehung des Namens bereits in vorrömische Zeit (Bergilla Bürgel, Biberaha, daher: Bieber, Limares villa Lämmerspiel). In späterer Zeit kamen weitere Orte hinzu, die aus den Fränkischen Militärkolonien um 500 entstanden: dies waren alle Orte, welche sich aus Personennamen und der Endung ‑heim zusammensetzen wie zum Beispiel in der Umgebung Rumpenheim, Dietesheim und die heutige Wüstung Meielsheim. Unter den Merowingern Ende des 6., Anfang des 7. Jahrhunderts kamen auch die Orte als Neugründungen hinzu, welche Personennamen mit Landschaftsbezeichnungen verbanden wie Offenbach.

### Römer
In Bürgel gibt es zahlreiche Hinweise auf eine römische Vorgeschichte. Am Mittelweg befand sich ein größerer römischer Bestattungsplatz. Viele Grabbeigaben konnten in den Gräbern gefunden werden. Die dazugehörige Siedlung wird weiter südlich vermutet, wahrscheinlich an der Stelle des späteren Stiftshofes. Im Süden Bürgels wurde im Main eine Pfahlreihe gefunden, welche als Schiffsanlegestelle gedient haben könnte. Im Norden des Ortes, auf dem heutigen Gelände des Wassersportvereins Bürgel, in Höhe des Bootshauses, wurde eine römische Brücke über den Main vermutet, jedoch ist der Nachweis einer Brücke in der neueren Literatur mangels datierender Funde nicht gesichert.
Hier liefen verschiedene Römerstraßen zusammen. Eine Straße kam von Höchst über den Frankfurter Domhügel und Fechenheim nach Bürgel, eine zweite kam von Friedberg über Vilbel, Bergen und Enkheim zur Mainkur (= Mainkehre). Der Verlauf beider Straßen ist unsicher und bisher nicht durch Ausgrabungen gesichert. In Bürgel teilten sich die Straßen nach Hanau und südlich des Maines in Richtung Frankfurt. Die Siedlung hat aufgrund der Funde mit Sicherheit mindestens bis ins dritte Jahrhundert bestanden. Die Gegend war Teil der Civitas Auderiensium in der Provinz Obergermanien.

### Weitere Geschichte

#### 790 bis 1619

Ersterwähnung Bürgel 790

Im Mittelalter gehörte Bürgel der Biebermark an und hatte Burgrecht in Frankfurt, die Wälder gehörten dem Wildbann Dreieich an.
Die älteste bekannte schriftliche Erwähnung, „Birgelen“, geht auf die Schenkung eines Salacho an das Kloster Lorsch zurück und datierte, laut einer Abschrift der Schenkungsurkunde im Codex Laureshamensis, vom 12. Juni 790. Diese Schenkung betraf jedoch nicht Bürgel insgesamt, sondern nur einzelne Güter. Eine weitere Schenkung an Lorsch gab es durch einen Meizolf 793.
In der Folgezeit wurden weitere Urkunden ausgestellt, die jedoch durch königliche Schenkungen eine gewisse Gebietsaufteilung begünstigte. So wurden 880 Güter in Bürgel mit Kirche an das Salvatorstift in Frankfurt (das spätere Bartholomäusstift, bekannt als Frankfurter Dom) übertragen. Hier zeigt sich, dass die lange verbreitete Sage eine Schwester Karls des Großen, die Bürgel bereits um 800 an das Petersstift in Mainz vermacht haben soll, nicht stimmen kann. In der Urkunde des Jahres 977, welche Offenbach zum ersten Mal erwähnt, wird nochmals ausdrücklich die Zugehörigkeit zum Salvatorstift bestätigt.
Die für lange Zeit maßgebliche Zugehörigkeit zum Mainzer Petersstift kam erst Mitte des 13. Jahrhunderts durch Erlangung verschiedener Besitzungen in Bürgel. Hin und wieder wurden Zehntrechte in Lehen gegeben, jedoch gehörte der Ort seit dieser Zeit dem Petersstift zu Mainz bis zur Aufhebung des Stiftes 1802.
Im Jahre 1018 wurde unter Kaiser Heinrich II. eine Reichsversammlung in Bürgel abgehalten. Es handelte sich zwar nicht um einen richtigen Reichstag, obwohl der Ort, an dem diese Versammlung stattgefunden haben soll, bis heute in der Bevölkerung den Namen „Reichstag“ trägt, jedoch zeigt sich, dass Bürgel zu dieser Zeit noch einen höheren Stellenwert besaß. Selbst von einer karolingischen Burg gibt es Berichte, die bei der Eroberung Bürgels durch Wilhelm von Holland im Jahre 1250 zerstört worden sei.

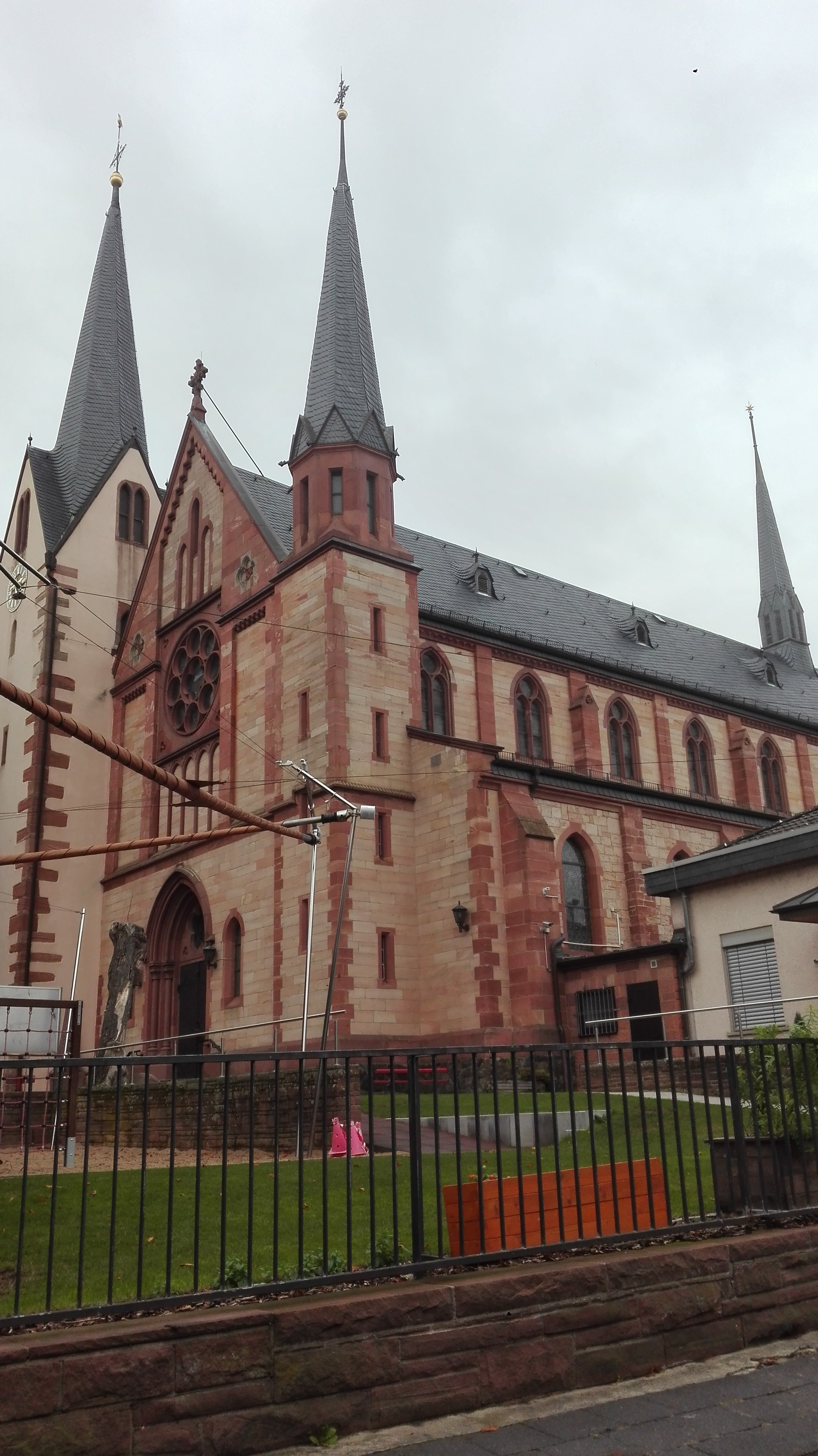
Kath. Kirche St. Pankratius Offenbach-Bürgel

Nachdem bereits 880 eine Kirche belegt ist, wird das Patrozinium St. Pankratius eingeordnet in die ottonische Zeit, also gegen Ende des 10. Jahrhunderts Die Einteilung als eigenständige Pfarrei unter Verwaltung der Mutterkirche in Mühlheim ist bereits im Jahre 1297 festgehalten.
Aufgrund einer speziellen Steuerregelung für die Bestellung Rumpenheimer Äcker durch Bürgeler Einwohner kam es im Jahr 1456 zu größeren Streitigkeiten mit den Herren von Rumpenheim, die zur willkürlichen Gefangennahme einiger Bürgeler führte. Diese mussten zwar wieder unverzüglich freigelassen werden, jedoch hatte die Gemeinde an Jakob von Cronberg einen Betrag zu zahlen. 1497 klagte das Petersstift, dass unter anderem Bürgel Opfer mehrerer gewalttätiger Überfälle und Brandstiftungen seitens einiger Adliger wurde. Daraufhin kamen die Betroffenen unter die Oberhoheit des Erzbischofes von Mainz. Es wurde ein Vertrag geschlossen, der weitreichende Neuregelungen in rechtlicher und wirtschaftlicher Hinsicht traf. Jedoch blieb der Ort weiter Eigentum des Stiftes.
Trotzdem kam es gerade im 16. Jahrhundert zu einer Vielzahl von gewalttätigen Vorfällen, auch gerade durch die rechtlich verantwortlichen Herren des Amtes Steinheim. Entsprechende Gegenmaßnahmen waren danach die Aufgabe der neu bestellten Amtmänner, den Schultheiß „bestens“ zu unterstützen, und darauf zu achten, dass die Befestigungen in Stand gehalten werden und der ganze Ort mit einer Mauer umfangen wird. In dieser Zeit (1552) verliert Bürgel jedoch sein mindestens seit dem 14. Jahrhundert bestehendes Burgrecht in Frankfurt, welches den Bewohnern Schutz im Kriegsfalle zugestand. Das Burgrecht war durch Ausbesserungsarbeiten an der Befestigungsanlage Frankfurt gegeben, konnte aber auch durch Geldzahlungen stattdessen beibehalten werden. Diesen kam jedoch in entsprechender Zeit Bürgel nicht mehr nach, zumal es bei der Belagerung durch Moritz von Sachsen selbst auch in Mitleidenschaft gezogen wurde.

#### 1620 bis 1878

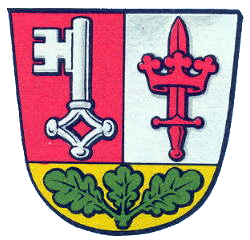
Wappenvorschlag Bürgel nach dem „Hessischen Ortswappenbuch“

Heute häufig genutztes Wappen (inoffiziell)

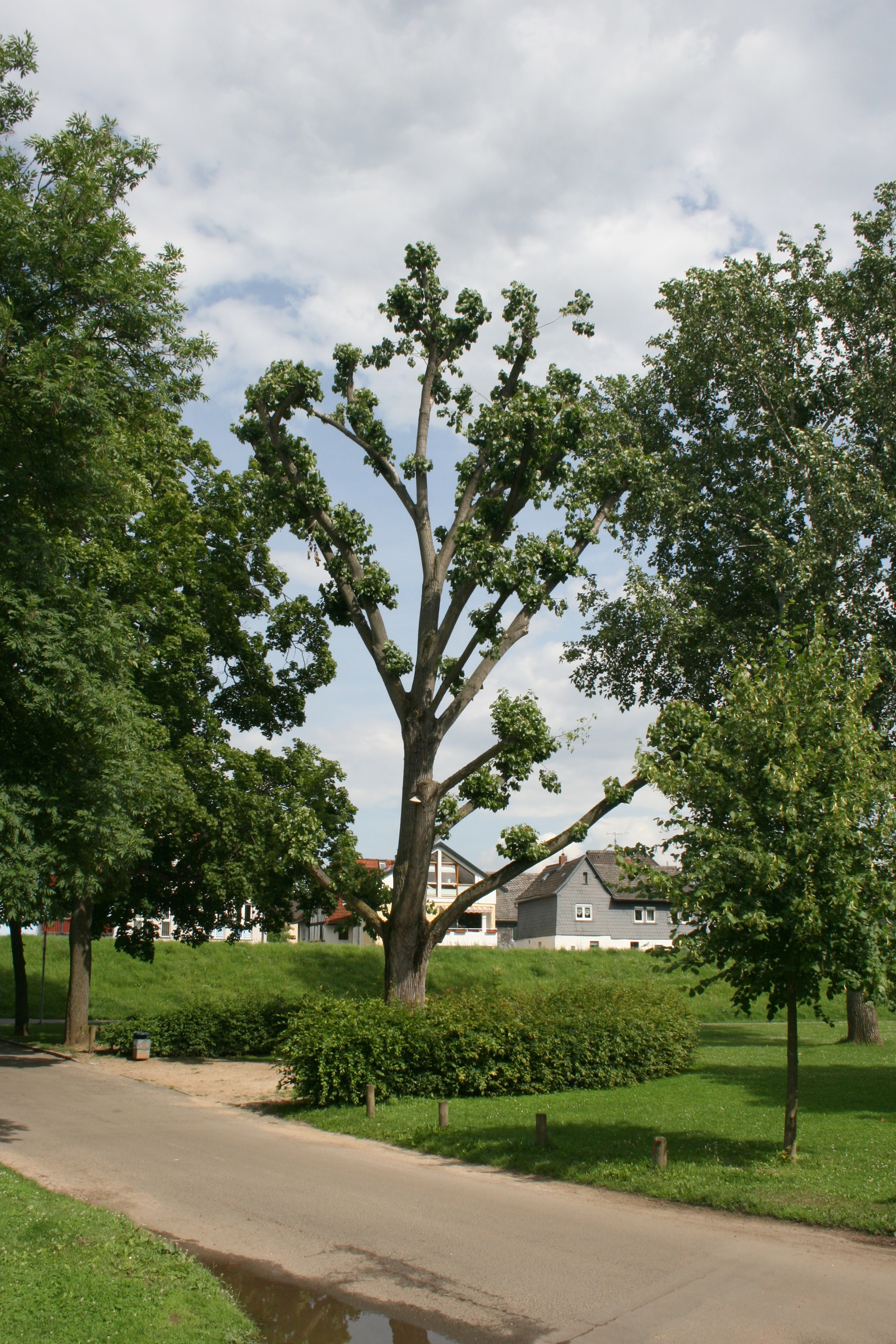
Ort des Reichstages von 1018

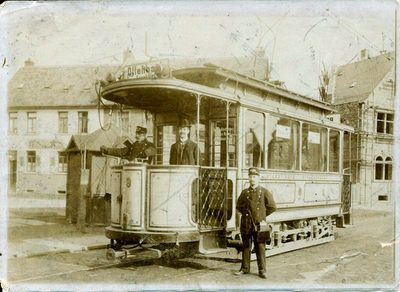
Jungfernfahrt der Straßenbahn nach Bürgel

Weit größeres Unglück stand jedoch Bürgel, wie dem gesamten Alten Reich, durch den Dreißigjährigen Krieg bevor. Bereits 1620 gab es einen verheerenden Einfall der Truppen des Markgrafen von Baden bis nach Steinheim. Es folgten weitere Schlachten, trotzdem hatte noch 1629 Bürgel genügend Mittel, um in der Kirche einen neuen Hochaltar aufzustellen. Doch in den 1630er Jahren wurde auch Bürgel von den katastrophalen Zuständen getroffen. Zu den Kriegseingriffen kamen Hungersnot und Pest. Bereits 1638 betrug die Einwohnerzahl von Bürgel nur noch 85, und es war damit noch eine der meistbesiedelten Orte der näheren Umgebung. Andere, wie Dietzenbach, waren vollkommen entvölkert. Das Amt Steinheim war nahezu ausgestorben. Grund war auch, dass gerade in dieser Region die konfessionelle Ausrichtung recht unterschiedlich war, abhängig von der jeweiligen territorialen Zugehörigkeit. Denn der Landesherr bestimmte die Konfession seiner Untertanen (Cuius regio, eius religio). Die Gemeinden des Kurmainzer Amtes Steinheim blieben katholisch, während große Teile der Umgebung wie die Grafschaften Isenburg-Offenbach, Hanau sowie die freie Reichsstadt Frankfurt die Reformation einführten. Außerdem trat gerade in dieser Zeit der Wahn der Hexenverfolgungen hervor, der sowohl katholische wie evangelische Orte gleichermaßen überkam. So sollen auch in Bürgel diesem Treiben einige Menschen zum Opfer gefallen sein.
Bürgel wurde im Dreißigjährigen Krieg dem Boden gleichgemacht. So stammen die meisten der heute noch bestehenden Häuser des alten Ortskerns aus der Zeit des späten 17. Jahrhunderts.
Im Jahr 1664 versuchten noch mal durchziehende kurtrierische Truppen gewalttätig Verpflegung von Bürgel zu entreißen, wurden jedoch von den Bewohnern vertrieben. Die Gemeinde und der Schultheiß Ohlig selbst wurden daraufhin zu Strafzahlungen verurteilt, die jedoch später massiv ermäßigt und selbst diese vermutlich nie gezahlt wurden.
1773 wird zum letzten Mal auf althergebrachte Weise dem Dekan des Petersstifts gehuldigt, 1802 überlässt der Mainzer Erzbischof dem Fürsten zu Isenburg das „Dorf Bürgel“. Der Wiener Kongress liquidierte das Fürstentum Isenburg, wodurch Bürgel letztendlich an das Großherzogtum Hessen gelangte. 1819 wurde das Gebiet neu aufgeteilt, Bürgel entsprach in seinen Grenzen nun dem „Gemarkungsgebiet“ östlich der Offenbacher Grenzstraße bis nach Heusenstamm. Bis 1823 gehörte Bürgel zum Amt Offenbach, das in diesem Jahr aufgelöst wurde. Die Verwaltungsaufgaben des Amtes übernahm der Landratsbezirk Offenbach, ab 1832 der Kreis Offenbach. Die Aufgaben des Amtes in der Rechtsprechung gingen an das Landgericht Offenbach über, das 1879 durch das Amtsgericht Offenbach am Main ersetzt wurde.
1824 errichten die Bürgeler Juden, die bis dahin ihren Gottesdienst in einer Stube im Falltorturm abhielten, eine eigene Synagoge in der heutigen Bürgerstraße 15.
Bürgel wird 1879 zum Marktflecken erhoben und darf am Pfingstmontag und Kirchweihsonntag öffentliche Jahrmärkte abhalten.

### Stiftshof
Der Stiftshof war Sitz des Stiftsvogtes des St. Petersstiftes zu Mainz und somit über Jahrhunderte hinweg politisch und gesellschaftlich der Mittelpunkt des Ortes.
Ursprünglich wird diesem sogar die Nutzung als Königspfalz zugeschrieben.
Von hier aus wurde der Zehnt nach Mainz abgeführt. Der Stiftshof bestand aus zwei direkt an der Kirche gelegenen Hauptgebäuden, welche in ihrem letzten verbliebenen Zustand aus dem Jahr 1712 stammten. Die Obergeschosse der genannten Hauptgebäude wurden, nachdem sie an die benachbarten Lederwerke Becker verkauft wurden, 1938 in weitestgehend verfallenem Zustand abgebrochen. In diesem Zustand verblieben die dann noch vorhandenen Reste wie die Zehntscheune, als auch die Erdgeschossteile der Hauptgebäude, von denen der vordere (östliche gelegene) Teil zumindest zur Hälfte noch aus dem Spätmittelalter stammte. Dies war nachweislich anhand einer in dem Gebäude vorhandenen spitzbogigen Türöffnung, welche auf dem Schlussstein das heute noch inoffiziell genutzte Wappen trug, welches auf die Zugehörigkeit zum Mainzer Petersstift verwies. Während die Zehntscheune dann Ende der 50er Jahre aufgrund von Baufälligkeit abgebrochen wurde, wurden von der Stadt Offenbach die historisch überaus bedeutsamen Gebäudereste mit einem bekannten und ortsbildprägenden Torbogen von 1712 ohne ersichtlichen Grund und entgegen ausdrücklichem Verbots aus denkmalpflegerischen Gründen 1964 endgültig und restlos niedergerissen. Nur der weniger bedeutsame Schlussstein des Torbogens von 1712, welcher ebenfalls das Stiftswappen, allerdings in barocker Form trägt, wurde geborgen und aufbewahrt.
Das Gebäude wurde, nachdem die Bürgermeisterei in der heutigen Stiftstraße 11 (Fachwerkhaus, erbaut 1748) eingerichtet wurde, privat genutzt, teilweise als Gaststätte mit einem am nördlich Rand des Grundstücks eingerichteten Tanzsaal.

### Reichstag
Im Juni 1018 wurde in Bürgel am Mainufer durch Kaiser Heinrich II. ein Reichstag abgehalten. In seinem Gefolge befand sich neben Kaiserin Kunigunde und dem Reichskanzler und Erzbischof von Mainz Erkanbald eine große Anzahl von Fürsten. Unter anderem wurde über die Ehe des reich begüterten Grafen Otto von Hammerstein mit Irmingard von Verdun, welche nach kanonischer Zählung angeblich zu seinen nächsten Verwandten gehörte, beraten. Weil Otto bereits mehrfach Ladungen des Erzbischofs ignoriert hatte, wurde das Paar kurz zuvor in Nimwegen exkommuniziert. Nach einem Überfall Ottos auf den Bischof von Mainz wurde die Unrechtmäßigkeit der Ehe behandelt und dem Paar die Reichsacht angedroht. Dem Reichstag beugte sich Otto und er willigte der Annullierung seiner Ehe ein, in Wirklichkeit trennte er sich nie von Irmengard. Nach erfolgreicher Belagerung und Zerstörung seiner Burg Hammerstein durch den Kaiser am 2. Weihnachtstag 1020, konnte das Paar jedoch fliehen. Irmengard pilgerte daraufhin zu Papst Benedikt VIII., der die Ehe wieder für gültig erklärte und gleichzeitig den Mainzer Erzbischof Aribo, den Nachfolger Erkanbalds, suspendierte. Kaiser Konrad II. schlug 1027 den Prozess endgültig nieder, er selbst war mit Gisela von Schwaben in „verwandtschaftlicher Nähe“ verheiratet und hatte kein Interesse an weiterer Verfolgung des Hammersteiner Ehepaares.
In Erinnerung an den Reichstag wurde 1964 eine Pappel am Mainufer gepflanzt. 

### Eingemeindung
1906 schloss Bürgel einen Vertrag mit Offenbach, dass die Eingemeindung nach Offenbach „an dem auf die Betriebseröffnung der elektrischen Bahn folgenden 1. April“ vollzogen werden soll. Nachdem Bürgel am 20. Oktober 1907 mit Inbetriebnahme der Linie 26 an das Netz der Straßenbahn Offenbach am Main angeschlossen war, erfolgte die Eingemeindung am 1. April 1908.

## Religion

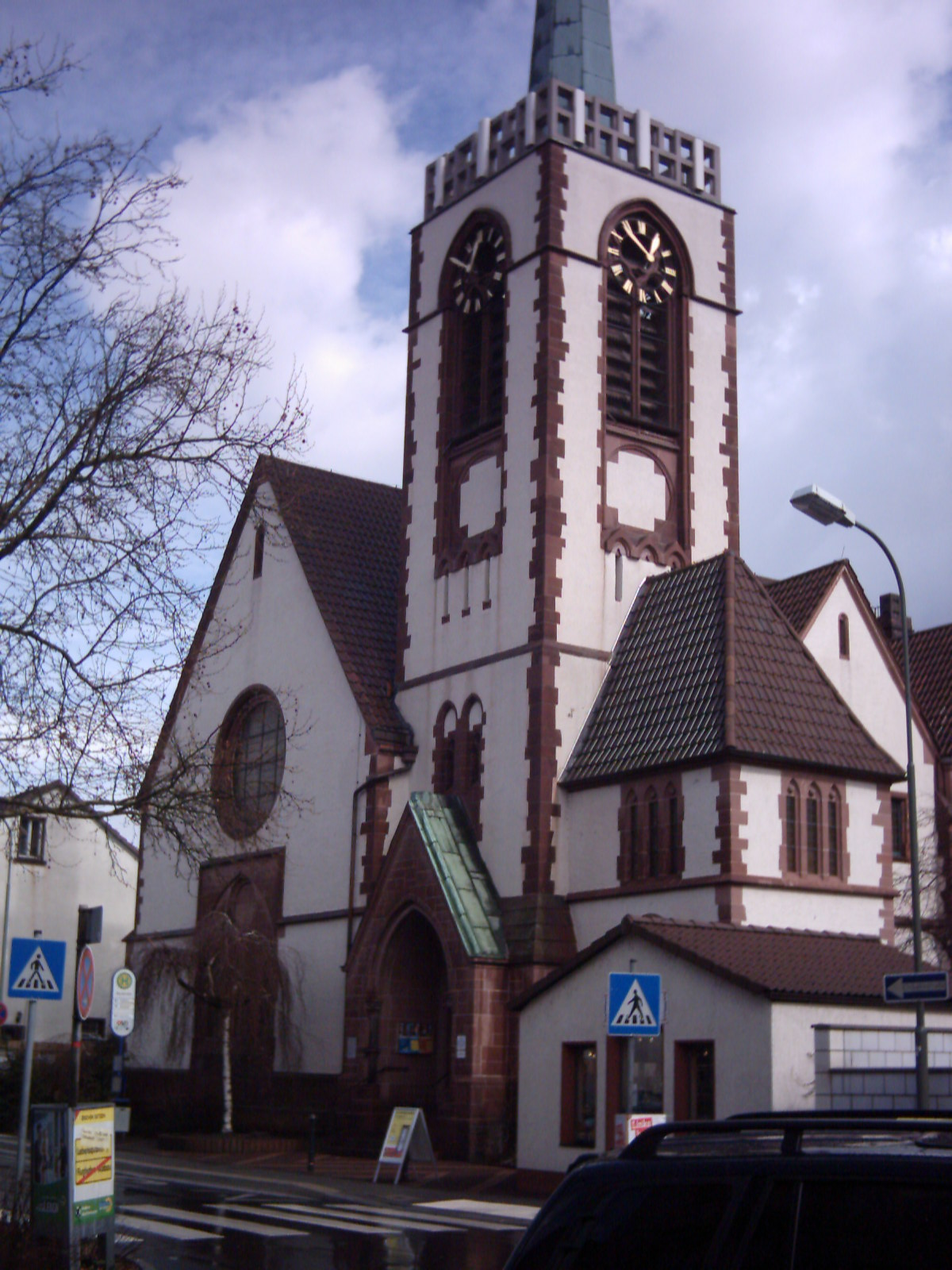
Evangelische Gustav-Adolf-Kirche

Auch nach der Reformation blieb Bürgel katholisch. 1829 gab es erst 38 Protestanten in Bürgel. Die katholische Kirche St. Pankratius 50° 7′ 10,4″ N, 8° 46′ 52,9″ O wurde 1897 bis auf den erhaltenen mittelalterlichen Turm neu errichtet. 1876 bis 1914 ist Bürgel Filialgemeinde der Bieberer Pfarrei. Die evangelische Gustav-Adolf-Kirche 50° 6′ 55,8″ N, 8° 47′ 2,5″ O wurde 1884 als Bethaus errichtet. Bürgel hatte eine große jüdische Gemeinde. 1822 wurde eine Synagoge errichtet und es gibt einen jüdischen Friedhof, nahe dem vorher erwähnten Schultheis-Weiher.